# دين ريد
دين سايرل ريد (بالألمانية: Dean Reed)‏ (22 سبتمبر 1938 - 13 يونيو 1986) هو ممثل ومغني وكاتب أغاني ومخرج وناشط اجتماعي أمريكي عاش أغلب حياته في أمريكا الجنوبية ثم في ألمانيا الشرقية.

## الحياة والمسيرة
ولد دين ريد في دنفر، كولورادو، ورحل مع عائلته عدة مرات وعاش في مدن مختلفة في كاليفورنيا ويوتا، وعاد بعد ذلك إلى كولورادو. تخرج من مدرسة ويت ريدج الثانوية في عام 1956، حيث كان نجما رياضيا في فريق الجري. بعد أن قضى بضع سنوات في جامعة كولورادو، انتقل ريد إلى كاليفورنيا بعد أن أدرك أنه يمتلك موهبة كموسيقي، وسجل أغنية "Once Again" على علامة إمبيريال ريكوردز على أمل أن تنجح ويوقع عقدا كاملا. لم يوقع أي عقد مع إمبريال، ووقع لاحقا عقد تسجيل طويل الأمد مع كابيتول ريكوردز في عام 1958. أعدته شركة كابيتول ليكون نجما لجمهور المراهقين، وأنتجت له بعض الأغاني التي حققت نجاحا متواضعا، بما في ذلك Annabelle، The Search، No Wonder، A Pair of Scissors، I Kissed a Queen، Our Summer Romance. كما ظهر كضيف على برامج تلفزيونية عائلية مثل Bachelor Father.

### الشهرة الدولية
لم يحقق ريد نجاحا موسيقيا في الولايات المتحدة، حيث أصبحت أغنية "The Search" الوحيدة له التي دخلت قائمة مجلة بيلبورد لأغاني البوب (وصلت للمركز 96)، إلا أن أغنية Our Summer Romance كانت ناجحة جدا في أمريكا الجنوبية حتى أنه بقي في الأرجنتين بعد جولته في أمريكا الجنوبية. حقق ريد شهرة كبيرة ومبيعات قياسية هناك وظهر في التلفزيون، كما امتد نجاحه إلى تشيلي وبيرو.
أصدر ريد هناك عدة ألبومات ومثل في عدة أفلام، وأقام جولات كبيرة، وظهر على برنامجه التلفزيوني الخاص في بوينس آيرس. أقام دين ريد في الأرجنتين لأربع سنوات تقريبا. وقدّم العديد من الحفلات الحية.
كوّن ريد في أمريكا الجنوبية توجها سياسيا يساريا، وبدأ يتحدث ضد القمع والفقر. واحتج على الأسلحة النووية والسياسة الخارجية الأمريكية، وقدّم عروضه مجانا في الأحياء الفقيرة والسجون. وجعلته سياساته في نزاع مع الحكومة الأرجنتينية بعد الانقلاب العسكري عام 1966 وتم ترحيله من البلاد.
في عام 1971 كتب ريد «رسالة مفتوحة» إلى ألكسندر سولجنيتسين، وانتقده لتهجمه على الاتحاد السوفييتي. 
عاش ريد في روما لفترة من الوقت، ومثل في الإعلانات التلفزيونية وأفلام السباغيتي وسترن مثل «أديوس، ساباتا»، وأقام الجولات في وسط وشرق أوروبا، بما في ذلك الاتحاد السوفيتي، حيث كان يتمتع بشعبية كبيرة.

### الحياة في الكتلة الشرقية
في عام 1973، اختار ريد أن يقيم بشكل دائم في ألمانيا الشرقية، حيث واصل كتابة وإخراج وتمثيل الأفلام. على مر السنين مثل في 20 فيلما، وأنتج 13 اسطوانة، وقدم حفلات موسيقية في 32 بلدا. كانت أغلبية أغانيه خلال هذه الفترة تقديما غير مصدق عليه لأغاني ناجحة لمغنين مثل تشاك بيري، إلفيس بريسلي، البيتلز وغيرهم. في عام 1978، قام بإخراج وتمثيل البطولة في إل كانتور (المغني)، وهو فيلم عن صديقه فيكتور خارا، المغني وكاتب الأغاني التشيلي الشهير الذي قتله الجيش بعد انقلاب عام 1973 ضد الرئيس سلفادور أليندي.
كان ريد ملتزما بسياسة موطنه الشيوعي الجديد، لكنه لم ينضم إلى حزب الوحدة الاشتراكي الحاكم. ورغم معارضته للعديد من سياسات الحكومة الأمريكية الخارجية والاقتصادية، فقد أبدى حبه لوطنه حتى نهاية حياته، وكثيرا ما عكست أغانيه هذا الأمر. ولم يتخلى ريد أبدا عن جنسيته الأمريكية واستمر في تقديم إقراره الضريبي لدائرة الإيرادات الداخلية.

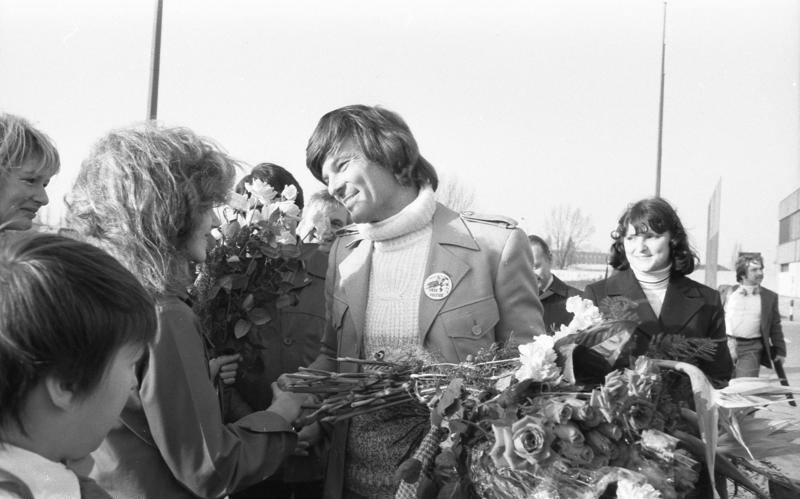
ريد في برلين الشرقية، 1978.

ظهر ريد في مقابلة تلفزيونية عام 1986 في برنامج 60 دقيقة على قناة سي بي اس، ودافع عن التدخل السوفيتي في أفغانستان وبناء جدار برلين (قائلا أنه «دفاع عن النفس»)، وقارن ريغان بستالين، وهو ما أغضب الكثيرين في الولايات المتحدة، بما في ذلك عائلة ريد وأصدقائه. بعد المقابلة، تلقى ريد العديد من رسائل الكراهية من الولايات المتحدة متهمين إياه بأنه خائن.

## الوفاة
بعد ستة أسابيع من ظهوره على برنامج 60 دقيقة، عثر على ريد ميتا في بحيرة زيوتنر قرب منزله في برلين الشرقية. ورغم أن التحقيق أفضى رسميا إلى وفاته غرقا بشكل عرضي، إلا أن أصدقائه في ألمانيا يشتبهون أن وفاته كانت انتحارا وتزعم عائلته في الولايات المتحدة أنه قتل.
تم العثور على رسالة انتحار ريد لاحقا على ظهر ورقة سيناريو في سيارته. أعرب ريد فيها عن أسفه لتدهور علاقته مع زوجته الثالثة. كما اعتذر إلى الرئيس إريش هونيكر شخصيا عن تصرفاته ربما قد أعطت صورة سيئة عن جمهورية ألمانيا الديمقراطية. وضعت الرسالة في ملفات الدولة كمعلومات سرية، ولم تخرج إلى السطح حتى إعادة توحيد ألمانيا. وقال إيبرهارد فينش، الذي تم ذكره في الرسالة: «كان السبب هو الحفاظ على مشاعر زوجته، ولم يكن هناك سبب آخر، حتى أن الرسالة تضمنت تحية إلى إريش هونيكر فلماذا نغطي ذلك؟» 
في عام 2004، بثت قناة روسيا 1 التلفزيونية فيلم وثائقي عن دين ريد، Кто Вы، Мистер Рид؟ («من أنت يا سيد ريد؟»)، حيث أشارت إلى احتمال كونه عميلا لوكالة السي آي أيه أو الكي جي بي أو الشتازي، لكن الوثائقي لم ينجح بتقديم أي دليل ملموس يدعم أيا من هذه النظريات. ومع ذلك، فقد كان من المعروف أنه كان يعمل في قسم الشتازي الدولي بين عامي 1976 و 1978.

## الحياة الشخصية
تزوج ريد ثلاث مرات. زواجه الأول كان حوالي عام 1964 من امرأة أمريكية تدعى باتريشيا هوبز، وأنجب منها ابنته رامونا عام 1968.  تركته باتريشيا في عام 1971، وعادت إلى الولايات المتحدة مع ابنتها وتطلقت منه. ثم تزوج ريد من امرأة ألمانية شرقية تدعى فيبكه دورنديك (اسم عائلتها شميت)، في عام 1973، وأنجب منها ابنته الثانية ناتاشا عام 1975.  تطلق الزوجان في عام 1978. تزوج في عام 1981 زوجته الثالثة، الممثلة الألمانية الشرقية رينات بلوم، والتي بقي معها حتى وفاته رغم التوترات بينهما والمزاعم أنها كانت تتجسس عليه لصالح الشتازي. 

## الإرث
ترعى جامعة كولورادو جائزة دين ريد للسلام، وهي مسابقة مقالة سنوية عقدت في ذاكرة ريد.

## التصوير الإعلامي
هناك مسرحية موسيقية بعنوان "Comrade Rockstar"، من ألحان ريتشارد جون ونص جوليان وولفورد وهي حاليا قيد الإنتاج، ومع ذلك لا تستخدم أيا من أغاني ريد. وقدمت مادة من ساعة واحدة من العرض في ورشة عمل من قبل طلاب من مدرسة الفنون في لندن في نوفمبر 2007، وعقدت ورشات عمل أخرى في المدرسة المركزية للخطاب والدراما والأكاديمية الاسكتلندية الملكية للخطاب والدراما. وقدمت قراءة كاملة في فبراير 2012 مع طاقم نجوم مثل بن غودارد، روزي آش، إيسي فان راندويك، كاتي سيكومبي، كايسا هامرلوند وجيما سوتون.
أثرت قصة حياة ريد على الكاتب الحائز على جائزة جرامي والكوميدي لويس بلاك والملحن راستي ماجي لإنشاء المسرحية الموسيقية «قيصر الروك آند رول». وتتحدث المسرحية عن موسيقي من نبراسكا يدعى يوجين ريفز ويصبح نجما في الاتحاد السوفيتي. ألف بلاك النص ووضع ماجي الموسيقى والكلمات. وقد تم إنتاجها أول مرة في مدينة نيويورك في مسرح مقهى ويست بانك في عام 1989 ثم في مسرح آلي في هيوستن في عام 1990. تم إصدار نسخة موسيقية من إخراج إيفان كابنيت في حانة جو في مدينة نيويورك في أبريل 2009.
قام توم هانكس باختيار سيرة ريد من تأليف ريجي نادلسون، بعنوان Comrade Rockstar (1991)، الذي نشرته دار ووكر أند كومباني في عام 2006. استوحت نادلسون هذا الكتاب بعد مشاهدة حلقة ريد على 60 دقيقة. كان هانكس يخطط لإنتاج فيلم على حياة ريد، والتي كانت أيضا موضوع عدة أفلام وثائقية وهي ثائر أمريكي: قصة دين ريد (1985)،  دين ريد – السحر والاحتجاج (1993)،  إلفيس الأحمر Der Rote Elvis (2007). الأمريكي الأحمر Gringo Rojo (2016).

## وصلات خارجية
- German Dean Reed website
- دين ريد على موقع IMDb (الإنجليزية)
- دين ريد على موقع ألو سيني (الفرنسية)
- دين ريد على موقع ميوزك برينز (الإنجليزية)
- دين ريد على موقع أول موفي (الإنجليزية)
- دين ريد على موقع قاعدة بيانات الأفلام السويدية (السويدية)
- دين ريد على موقع أول ميوزيك (الإنجليزية)
- دين ريد على موقع ديسكوغز (الإنجليزية)
- دين ريد على موقع قاعدة بيانات الفيلم (الإنجليزية)
- دين ريد على موقع كينوبويسك (الروسية)
- دين ريد على موقع فايند أغريف
- THE YEARS OF STAGNATION AND THE POODLES OF POWER, آدم كيرتز blog at BBC
- Dean Reed Discography at Discogs